# Equipe da Superleague Fórmula do Clube de Regatas do Flamengo
A Equipa da Superleague Fórmula do Clube de Regatas do Flamengo foi uma equipa da Superleague Fórmula que representava o Clube de Regatas do Flamengo, na Superleague Fórmula. No primeiro ano na Superleague Fórmula, o Flamengo foi operado pela Team Astromega. Em 2009 foi operado, numa primeira fase, pela Delta, em parceria com a Alan Docking Racing, e mais tarde, pela Azerti Motorsport. Para a época de 2010, o CR Flamengo tem como equipa de automobilismo a Alpha Team/Alpha Motorsport e iniciou a época com o piloto Duncan Tappy, que foi substituido por Franck Perera na 2ª ronda. Duncan Tappy voltou novamente aos comandos do carro da equipa brasileira na ronda 6.
Em 2011 o Flamengo extinguiu sua participação na modalidade. A própria Superleague Fórmula teria apenas mais uma edição antes de encerrar.

## Temporada de 2008
Na Temporada da Superleague Fórmula de 2008, o CR Flamengo acabou a na 15ª posição. Tuka Rocha foi o piloto em todas as rondas.

## Temporada de 2009
O CR Flamengo competiu na Temporada da Superleague Fórmula de 2009 com o ex-piloto de Fórmula 1 e IndyCar Enrique Bernoldi em todas as rondas excepto a de Monza, onde o piloto foi teve compromissos no campeonato FIA GT, sendo substituído por Jonathan Kennard. A equipa acabou a temporada no 16º lugar.

## Temporada de 2010
Para a época de 2010, o CR Flamengo tem como equipa de automobilismo a Alpha Team/Alpha Motorsport e iniciou a época com o piloto Duncan Tappy, que foi substituido por Franck Perera na 2ª ronda. Duncan Tappy voltou novamente aos comandos do carro da equipa brasileira na ronda 6.

## Registo
(Legenda)
| Ano  | Equipa de Automobilismo     | Piloto           | 1   | 2   | 3   | 4   | 5   | 6   | 7   | 8   | 9   | 10  | 11  | 12  | 13  | 14  | 15  | 16  | 17  | 18  | 19  | 20  | 21      | 22      | 23  | 24  | Pontos | Rank |
| ---- | --------------------------- | ---------------- | --- | --- | --- | --- | --- | --- | --- | --- | --- | --- | --- | --- | --- | --- | --- | --- | --- | --- | --- | --- | ------- | ------- | --- | --- | ------ | ---- |
| Ano  | Equipa de Automobilismo     | Piloto           | DON | DON | NÜR | NÜR | ZOL | ZOL | EST | EST | VAL | VAL | JER | JER |     |     |     |     |     |     |     |     |         |         |     |     | Pontos | Rank |
| 2008 | Team Astromega              |                  |     |     |     |     |     |     |     |     |     |     |     |     |     |     |     |     |     |     |     |     |         |         |     |     |        |      |
| 2008 | Team Astromega              | Tuka Rocha       | 16  | 2   | 16  | 16  | 9   | 14  | 11  | 10  | 4   | 18  | 17  | 13  | 189 | 16º |     |     |     |     |     |     |         |         |     |     |        |      |
|      |                             |                  |     |     |     |     |     |     |     |     |     |     |     |     |     |     |     |     |     |     |     |     |         |         |     |     |        |      |
| Ano  | Equipa de Automobilismo     | Piloto           | MAG | MAG | ZOL | ZOL | DON | DON | EST | EST | MOZ | MOZ | JAR | JAR |     |     |     |     |     |     |     |     |         |         |     |     | Pontos | Rank |
| 2009 | Delta Motorsport/ ADR       | Enrique Bernoldi | 6   | 8   | 7   | 18  | 18  | 14  |     |     |     |     |     |     | 191 | 16º |     |     |     |     |     |     |         |         |     |     |        |      |
| 2009 | Azerti Motorsport           | Enrique Bernoldi |     |     |     |     |     |     | 13  | 3   |     |     | 11  | 12  | 191 | 16º |     |     |     |     |     |     |         |         |     |     |        |      |
| 2009 | Azerti Motorsport           | Jonathan Kennard |     |     |     |     |     |     |     |     | 17  | 18  |     |     | 191 | 16º |     |     |     |     |     |     |         |         |     |     |        |      |
|      |                             |                  |     |     |     |     |     |     |     |     |     |     |     |     |     |     |     |     |     |     |     |     |         |         |     |     |        |      |
| Ano  | Equipa de Automobilismo     | Pilotos          | SIL | SIL | ASS | ASS | MAG | MAG | JAR | JAR | NÜR | NÜR | ZOL | ZOL | BDH | BDH | ADR | ADR | POR | POR | ORD | ORD | CHN TBA | CHN TBA | LOS | LOS | Pontos | Rank |
| 2010 | Alpha Team/Alpha Motorsport | Duncan Tappy     | 3   | 12  |     |     |     |     |     |     |     |     | 17  | 2   | 9   | 3   | 10  | 3   |     |     |     |     |         |         |     |     | 415    | 6º   |
| 2010 | Alpha Team/Alpha Motorsport | Franck Perera    |     |     | 2   | 11  | 8   | 13  | 6   | 8   | 4   | 9   |     |     |     |     |     |     |     |     |     |     |         |         |     |     | 415    | 6º   |

### Resultados em Super Final
| Ano  | 1      | 2       | 3      | 4      | 5       | 6      | 7     | 8      | 9   | 10  | 11      | 12  |
| 2009 | MAG NQ | ZOL N/A | DON NQ | EST NQ | MOZ N/A | JAR NQ |       |        |     |     |         |     |
| 2010 | SIL NQ | ASS 6   | MAG NQ | JAR NQ | NÜR 6   | ZOL NQ | BDH 3 | ADR NQ | POR | ORD | CHN TBA | LOS |